# دانشگاه ایالتی یوتا

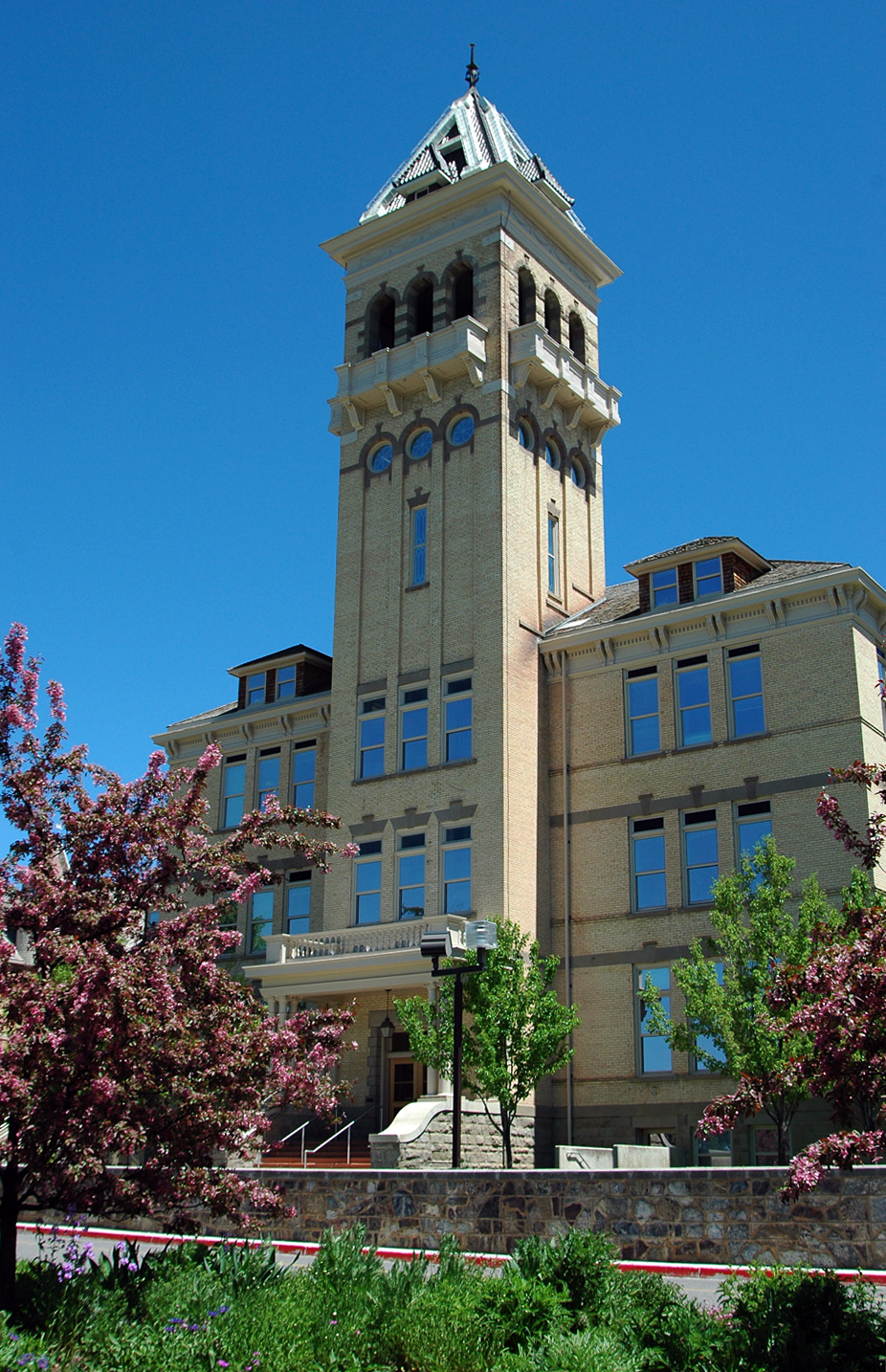
ساختمان قدیمی دانشگاه

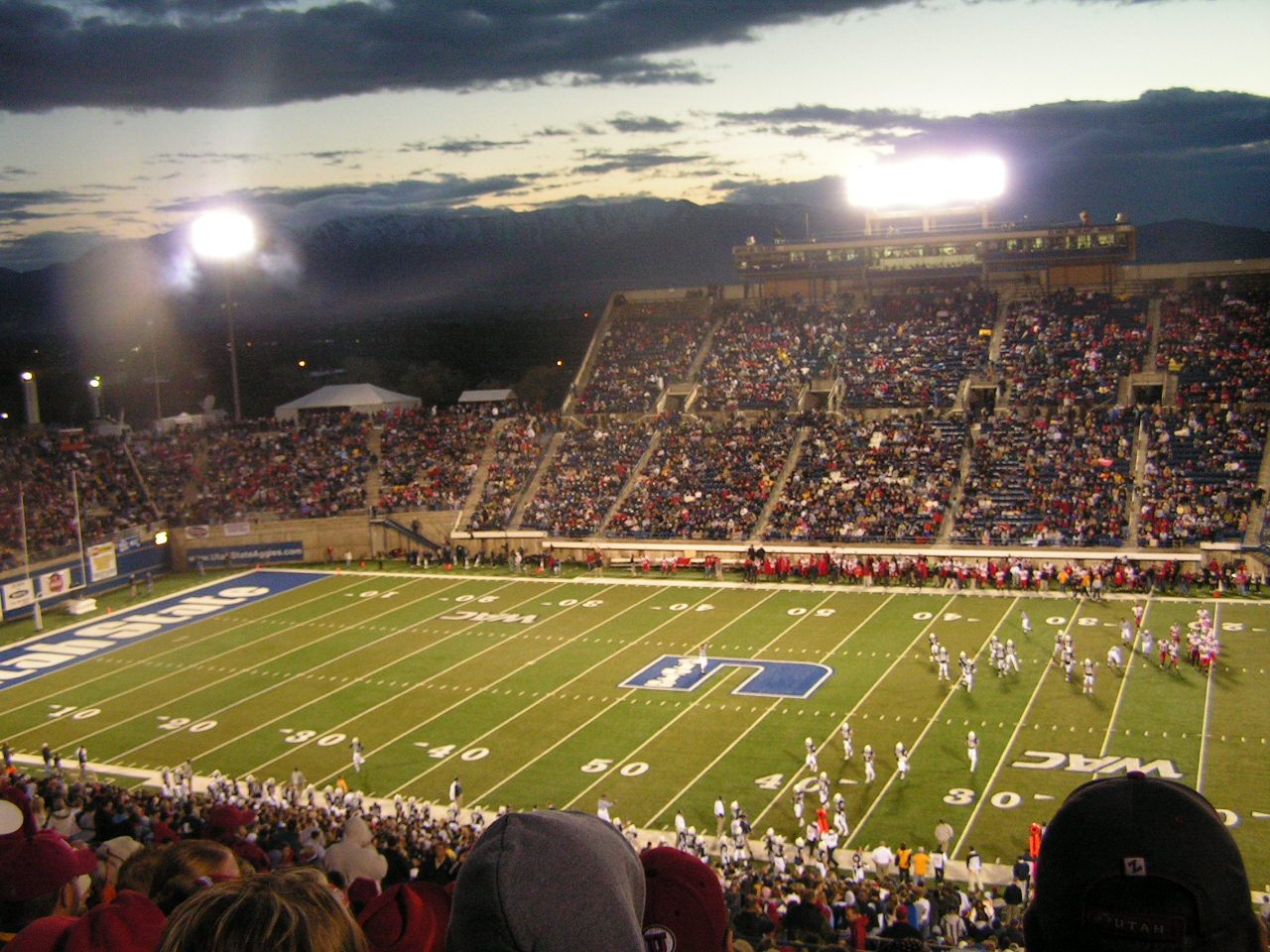
ورزشگاه دانشگاه

دانشگاه ایالتی یوتا (به انگلیسی: Utah State University) یک دانشگاه تحقیقاتی دولتی در شهر لوگان واقع در ایالت یوتا آمریکا است که در سال ۱۸۸۸ میلادی تأسیس شده‌است. این دانشگاه نخست با نام «کالج کشاورزی یوتا» آغاز به‌کار نمود و سپس به «کالج کشاورزی ایالتی یوتا» تغییرنام داد و نهایتاً در سال ۱۹۵۷ با نام «دانشگاه ایالتی یوتا» به ثبت رسید. 
دانشگاه رابطه علمی، تحقیقاتی طولانی و محکمی با سازمان دفاع ملی آمریکا و همچنین سازمان فضایی آمریکا ناسا دارد.

## روابط با ایران
در اواخر دههٔ ۱۹۴۰، ایالات متحده آمریکا در راستای سیاست هری ترومن و قرارداد موسوم به Point Four agreement برنامه‌ای تأسیس کرد که USAID نام گرفت. از اینجا بود که دانشگاه ایالتی یوتا موظف شد که بین سال‌های ۱۹۵۱ تا ۱۹۵۴ فناوری کشاورزی خود را به کشورهای در حال توسعه همانند ایران ارزانی دارد که در دهه ۱۹۶۰ نیز ادامه پیدا کرد.
نخستین دانشجوی ایرانی که جهت تحصیلات رهسپار این دانشگاه گشت متعلق به سال ۱۹۱۲ دارد.
اردشیر زاهدی و نیز علی اصغر سلطانیه دانش‌آموخته این دانشگاه هستند.

## نگارخانه

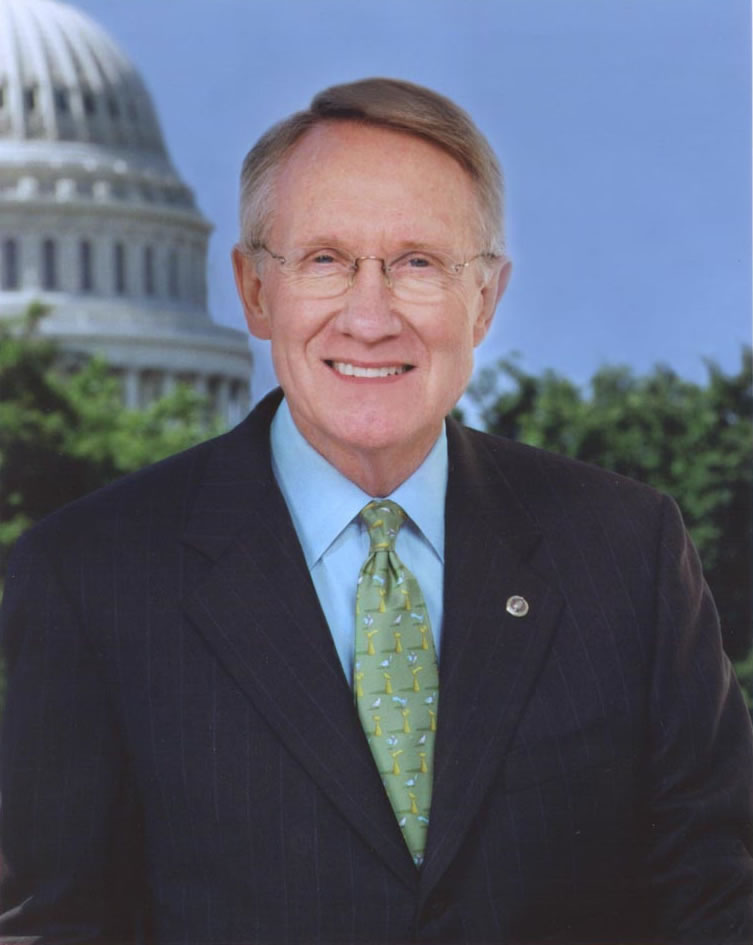
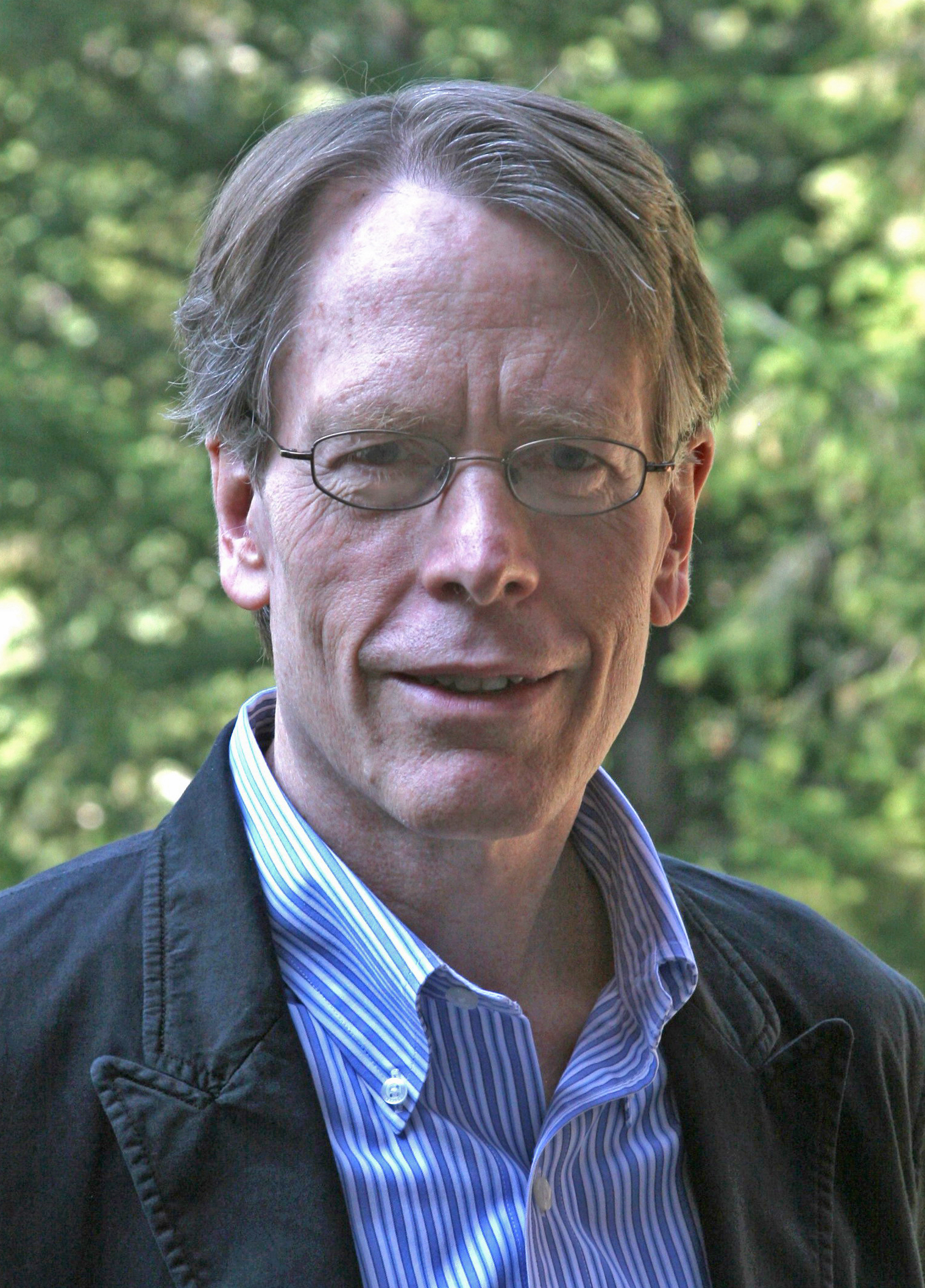
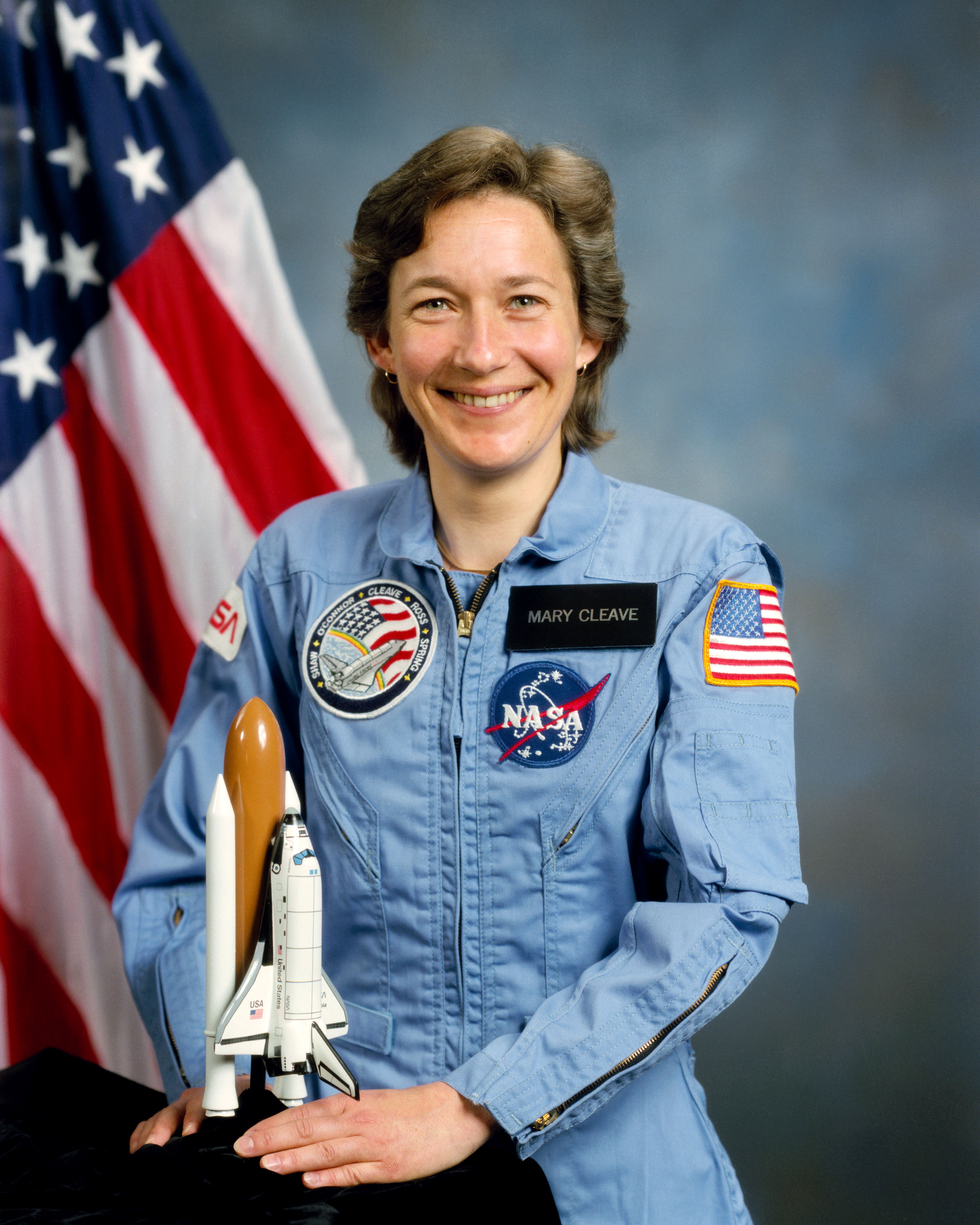
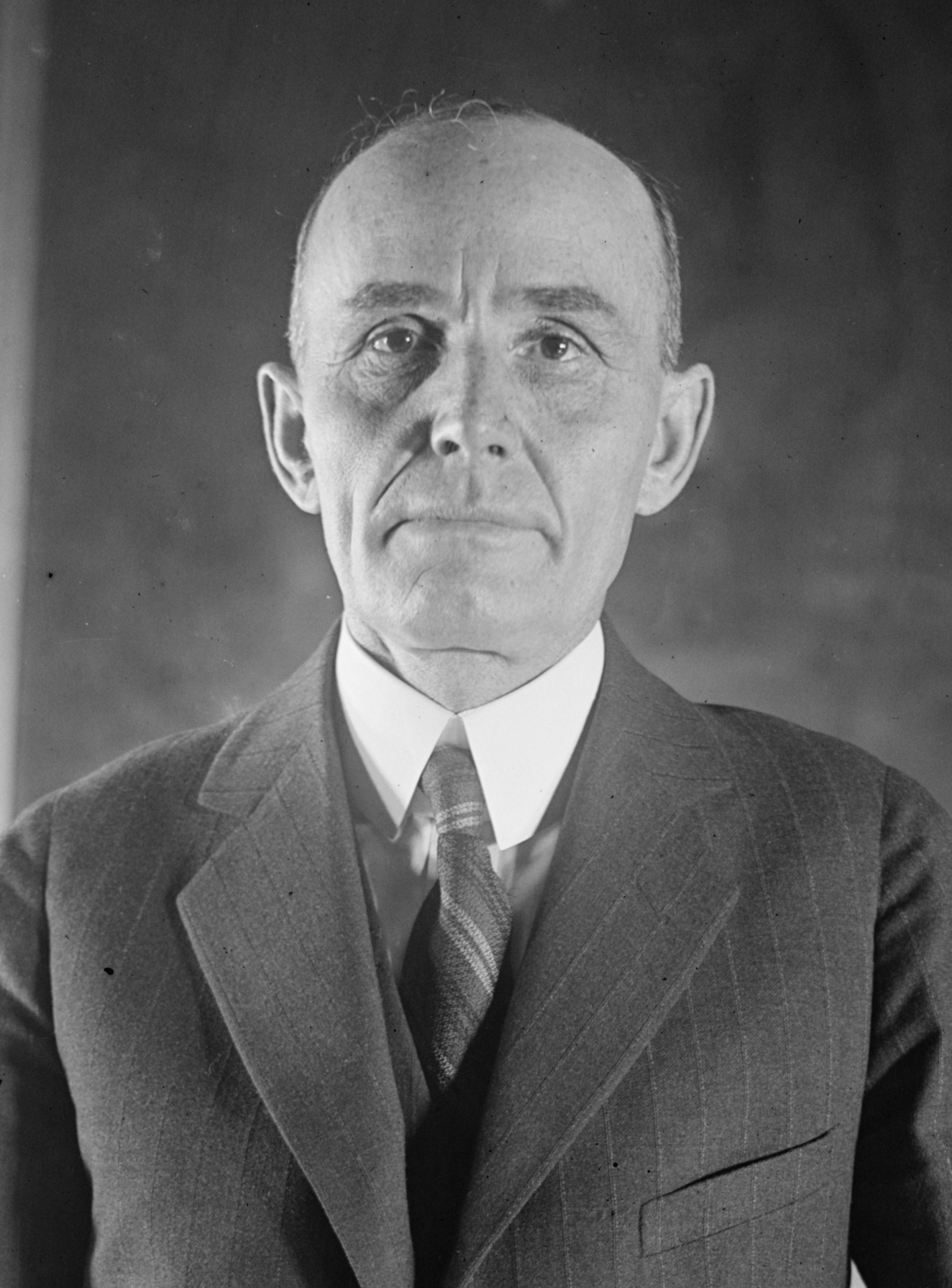
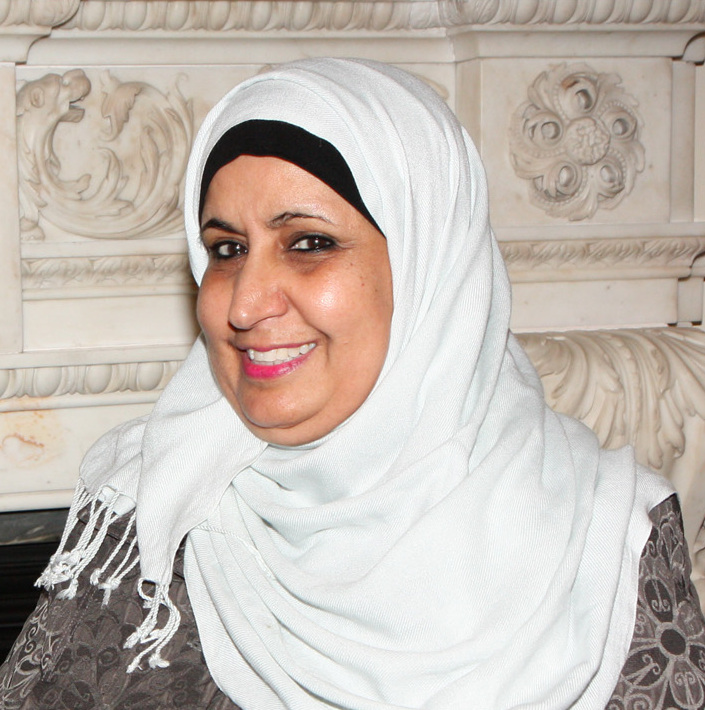
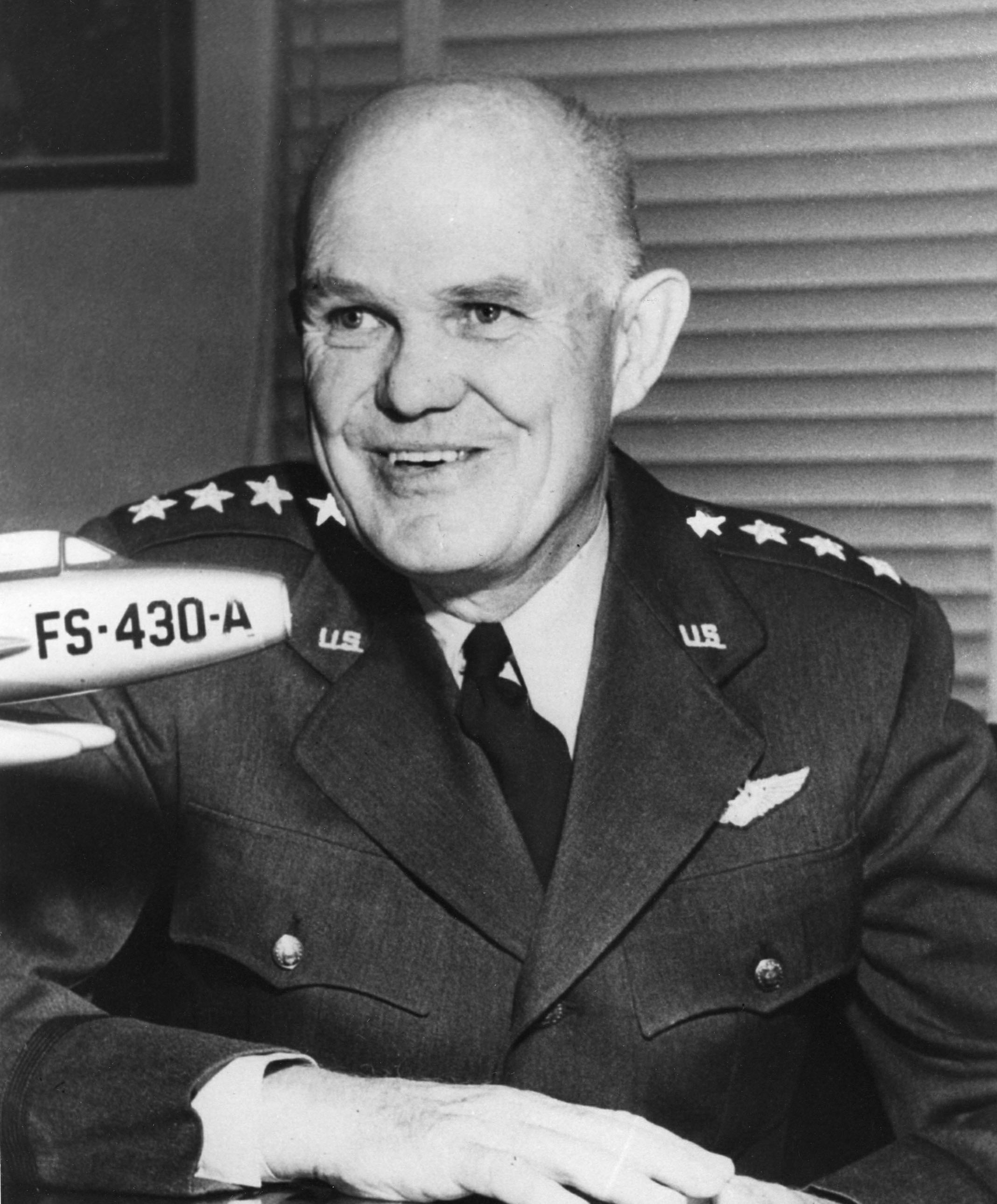
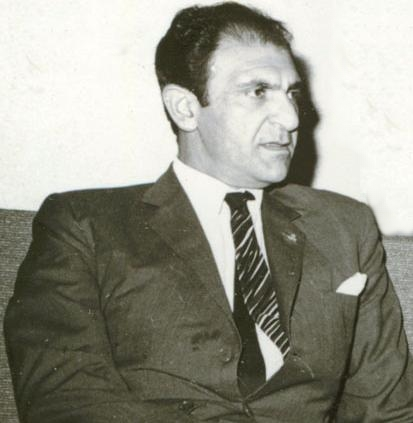
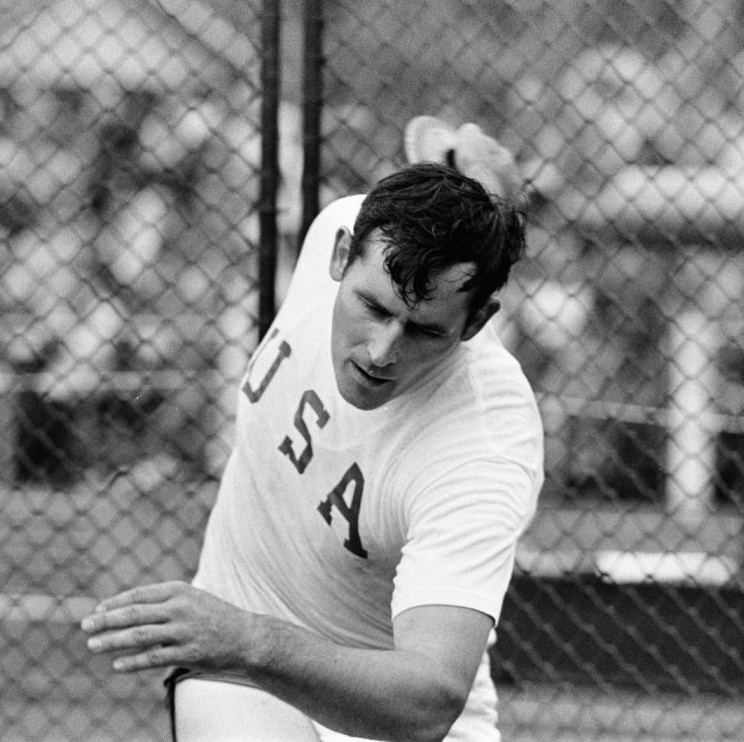
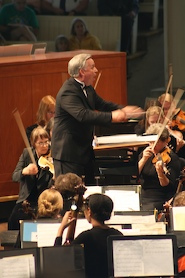
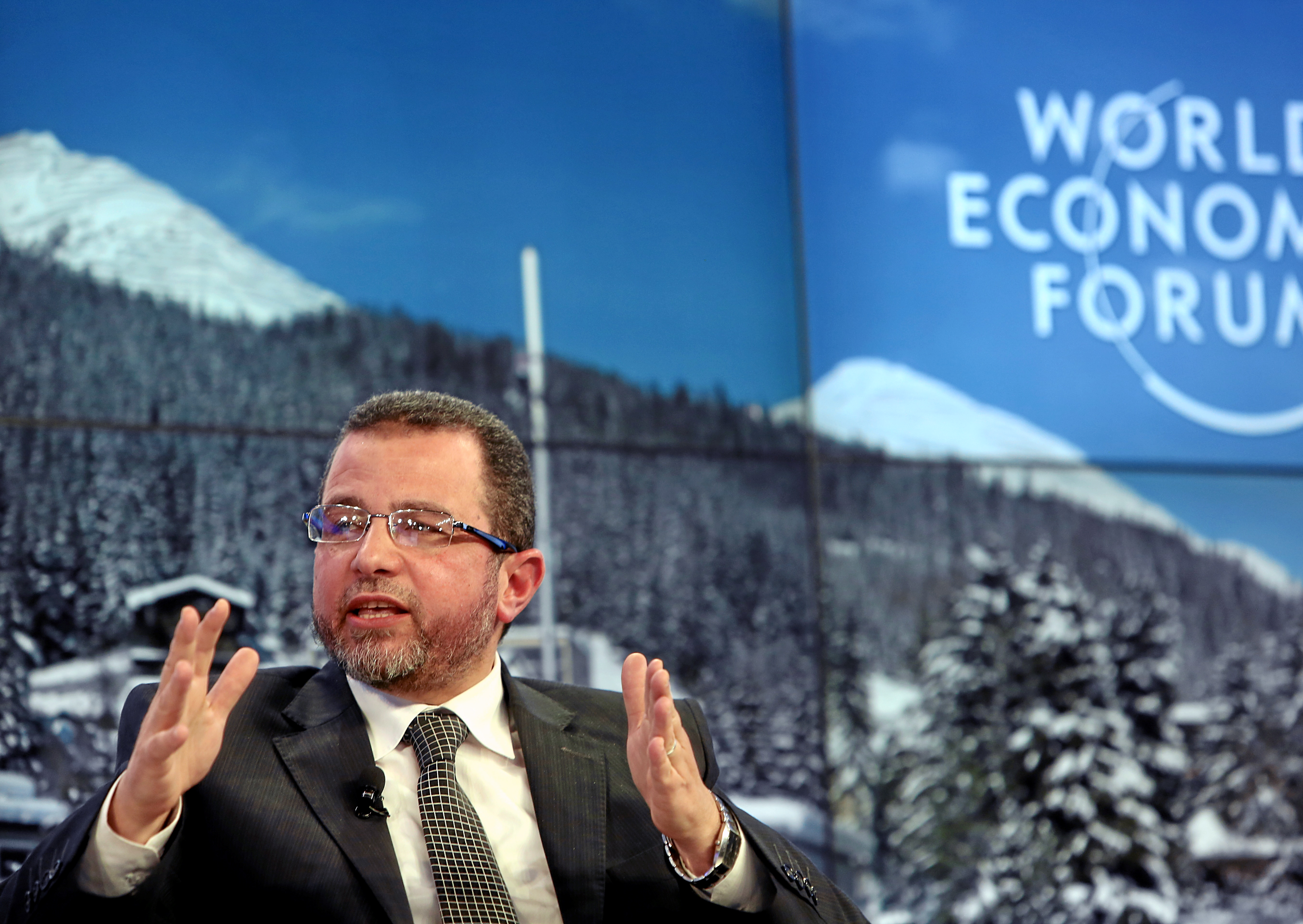